# 沖野々駅
沖野々駅（おきののえき）は、かつて和歌山県海南市沖野々にあった野上電気鉄道野上線の駅（廃駅）。
1973年（昭和48年）に廃止申請をした時は、当駅 - 登山口駅間が対象となっていた。

## 歴史
- 1916年（大正5年）2月4日：野上軽便鉄道（のちに野上電気鉄道）開通と同時に開業。
- 1967年（昭和42年）3月：紀伊阪井駅・野上中駅とともに請負制に変更。
- 1994年（平成6年）4月1日：野上電気鉄道廃業により廃止。

## 駅構造
片面ホーム1面1線。駅舎があったが、廃線時は無人駅。

## 駅周辺
駅があった当時は国道370号が駅のすぐ脇を通っていた。近隣にある木津地区ではシュロ加工業が盛んであった。

## 現況
廃線後、当駅以東は国道370号の拡幅工事により跡形もない。

## 隣の駅
野上電気鉄道
野上線
紀伊阪井駅 - 沖野々駅 - 野上中駅